# Toumour
Toumour est une localité et une commune rurale du Niger, département de Bosso, région de Diffa.

## Géographie
La localité de Toumour est située à 22 km à l'ouest du chef-lieu départemental Bosso.
|           | Bosso   |       |
| Gueskérou | Toumour | Bosso |
|           | Bosso   |       |

## Histoire
La commune rurale de Toumour instaurée en 2002, est issue du canton de Bosso.

## Population
Lors du recensement général de 2012, la population communale est relevée à 11 713 habitants, dont 2 414 habitants pour la localité principale.

## Localités
La commune s'étend sur le village de Toumour et sept points d'eau : Baassouri, Guéllé Holé, Kakarwa, Kaouré, Katcha Cho, N'Guel Cheffou et N'Guel Dayed à l'ouest du département de Bosso.

## Services et infrastructures
- Centre de Santé Intégré (CSI) à Toumour[5].
- Centre de formation des métiers (CFM) à Toumour.